# モストデンジャラス
モストデンジャラスは、日本のお笑いコンビ。所属事務所は吉本興業。初代愛媛県住みます芸人として松山を拠点に活動していたが、2016年4月末をもって解散。共に芸能界を引退した。

## メンバー
Mr.X（みすたー・えっくす、1975年1月16日 - ）
本名は矢田 周平（やた しゅうへい）
京都府京田辺市出身。
NSC大阪校18期生。血液型はA型。
キバの自己紹介後に、Mr.Xが「マイネームイズ ミスターエックス！」と言って前方に人差し指をクロスさせる。
語尾に「～まい」に続いて上記の自己紹介ギャグをする傾向がある（例「（美味しいものを食べて）美味いネームイズ ミスターエックス！」）
SMで使うような蝶のアイマスクをつけていた。
Mr.Xと名乗ってはいるが、アイマスクを外して素顔を見せたり、本名がバレバレなので「最早Mr.Xではない」と言われている。
公式プロフィールでは身長168センチとなっているが、実際は165センチである。
愛媛では彼女とともに同棲しており、家賃・生活費の大半を彼女が稼いでいるという寄生生活をしていた。
仕事着は愛媛にちなんでみかん風衣装（緑色の蝶ネクタイ、上下オレンジ色の服とズボンと靴）であった。
7万円の車に乗っている。
ヘルパー２級取得。
彼女の財布から100円玉を2枚抜き取るセコイ小技をよく使っていた。
好きな先輩はたむらけんじであり、2016年現在、たむらけんじの経営するカレー店「炭火焼肉たむらのカレー屋さん京都店」で店長として働いている。

キバ（1978年10月4日 - ）
本名は田中 大樹（たなか だいき）
大阪府守口市出身。
NSC大阪校19期生。血液型はA型。
「俺の名前はキバ！」と言って親指を自分に向ける自己紹介から始まる。（トリオ時代はウルフの「俺の名前はウルフ！」の後にキバが「俺はキバ！」と自己紹介していた）
極悪連合時代に＄＄のサングラスをかけていた。（後に処分した）
パーマのかつらをつけて葉加瀬太郎のモノマネをしていた。
BLANKEY JET CITYのファンでそのことを叫ぶネタをしていた。
2009年6月17日、一般女性と入籍した（現在は離婚している）。
シャンプーハット中心としたつけ麺好きのメンバーで構成された「フリー麺ソン」としても活動。
大阪に居た頃はたむらけんじの「炭火焼肉たむら」でバイトしていた。芸人引退後もたむらけんじの店で正社員となっている。
みかん検定１級取得。
吉本のギャラがあまりに安いのでもやしを主食にしていた。
視力が悪くなったのでメガネをかけるようになった。うまンchuでスタジオ出演するときはコンタクトレンズでメガネはかけなかった。
好きな先輩はシャンプーハットてつじ。

### 2012年までのメンバー
ウルフ（1977年2月12日 - ）
本名は芦原 祐介（あしはら ゆうすけ）
NSC18期生。血液型はA型。
メンバーで唯一サングラス・アイマスクをしていない。
銀シャリ・橋本たちと大人数で暮らしていた。
得意料理は不味い親子丼。
2012年11月に脱退後は吉本を辞め、グレープカンパニーでピン芸人・浜辺のウルフとして活動している。
不定期で『タモリ倶楽部』の空耳アワーに空耳俳優として出演している。

## 概説
- 元々ウルフとMr.Xは「シャープール」というコンビで活動。その後お笑い劇団「コント集団1.2.3.」に参加して、そこでコンビ「センターライン」を解散したキバと出会う。劇団の解散後、2004年、「極悪連合」の名でトリオ結成。baseよしもとを中心に活動していた。結成歴は浅いものの、baseメンバーの中では最長芸歴並びに最年長のグループになった。
- コント集団1.2.3.は劇団解散後、この3人の他にヨーロッパ企画「黒木組」、番組構成作家、雑誌編集者などに分散した。松竹芸能・元鳳仙花の中村もこの劇団のメンバーだった。
- 主なネタは、メンバーそれぞれが「こんな悪いことをして来た」ということを話し合うというもので、一つ話すたびに「ワリィ～!」というセリフを発するというものになっている。同じくトリオでやっているダチョウ倶楽部同様ボケ・ツッコミの役割はネタによって各メンバーが立ち代りで行っている。ネタの途中そでに行きダンボールで作った巨大な大砲などの武器を持ってきては会場をわめき散らしながら暴れるものだった。
- トリオ結成から6年、マネージャーから「極悪という名前が使いにくい」と指摘され、たむらけんじに相談したところ、その場でモストデンジャラスコンビだったケンドーコバヤシと村越周司に電話をして許可をもらい、2010年5月18日からトリオ名を「モストデンジャラストリオ」に改名した[1]。ちなみにこの年の12月29日深夜に放送された毎日放送「オールザッツ漫才2010」での若手ネタバトルで最初の出場芸人紹介の際、モストデンジャラストリオの次に当時吉本に復帰したばかりだった村越が登場した。
- 2011年5月から「あなたの街に住みますプロジェクト」で「地元に住みます芸人」として、愛媛県松山市のマンションで3人一室共同生活として暮らしていた。[2]
- 2012年11月30日をもってウルフが脱退することを『うまンchu』の中で発表。ウルフは「浜辺のウルフ」名義でピン芸人として活動を続ける。[3]
- 2012年12月1日からウルフ脱退に伴い、「モストデンジャラス」とトリオを外したコンビ名で同日朝に放送した「土曜はどうよ！？」（南海放送ラジオ）で仕事始めをした。
- 愛媛県で暮らすようになってからは子供やお年寄りの客が増えたために上記のようなネタからバルーンアートをやったり、客に笑顔を見せたり変化している。Mr.Xは蝶のアイマスク、キバは＄＄サングラスも付けておらず、Mr.X自作のダンボールの小道具も用いていない。
- 愛媛での主なネタは、Mr.Xが愛媛に関連する悪いこと（道後温泉泳いできた、人の傷口に伯方の塩刷り込むなど）を言った後にキバが「ワリィ～！（もしくは「デンジャ～！」）」とセリフを発するというものになっている。
- 2014年9月に「うまンchu」（関西テレビ）の企画「馬券生活リベンジ」で資金を削るためと安すぎるギャラによる生活苦からキバが家賃の安いマンションへ引っ越しをした。
- 2016年3月18日放送の「ザ・イナゾーライブ」（南海放送ラジオ）でモストデンジャラスが2016年4月末解散することが発表された。2011年から5年間務めてきた愛媛県住みます芸人も退任すると同時に芸人活動からも引退。
- 芸人引退後は二人は愛媛を離れ、大阪に戻りサラリーマンとして働いている。

## 活動
- モストデンジャラスの松山首脳会議 - 毎月最終土曜日に愛媛CATV大手町オープンスタジオで毎月1回開催していたトークライブ
- 松山お笑いライブ「ハナヨサケ」 - 松山市の劇場シアターねこで毎月1回開催していた漫才ライブ

## 出演番組
極悪連合時代
- オールザッツ漫才（毎日放送） - 2007年 - 2009年　ネタバトル組として出演
- 爆笑オンエアバトル（NHK） - 戦績0勝1敗 最高181KB　※極悪連合として出場
- ヨシモト∞（CSヨシモトファンダンゴTV） - 2007年12月2日
- 鉄筋base（関西テレビ） - Season2までレギュラー、2008年12月23日放送の「大鉄筋base 日本一早いクリスマスイブ生スペシャル!」では久しぶりに出演しドッキリ受ける
- サタうま!（関西テレビ） - 2007年3月24日、コイちゃん軍団 入団試験 ※初登場

　 - 2007年9月29日、スプリンターズS セルフシミュレーション
　 - 2007年10月6日、馬検を攻略せよ！
- 麒麟の部屋（毎日放送）
- ジャイケルマクソン（毎日放送）
- マヨブラ流（読売テレビ）
- 銀シャリのbaseベイベー（GAORA）
- よしもとモノマネGP（毎日放送） - 2009年2月21日15:24～17:00、キバのみ
- 丑バラ（MBSラジオ） - 2008年4月4日、『つけ麺バカ!てつじのラジオ』、キバのみ
- ごきげん!ブランニュ（ABCテレビ）
- つけ麺ラーメンバカ!テレビ（GAORA） - キバのみ
- 炎上base（関西テレビ） - 2009年7月24日のスペシャルから約3ヶ月間レギュラー

モストデンジャラストリオ時代　2010年5月 -
- ランキンくえすと（関西テレビ） - 2010年5月31日25:05～25:19、「芸能人の貧乏晩ごはんベスト3」VTR出演

　 - 2010年6月7日25:20～25:34、「関西ゼッタイ近づいてはならないスポットベスト3」VTR出演
- ゼッタイジャルっ!（関西テレビ） - 2010年8月6日25:05～25:59、「肉体芸人でてこいや!」キバのみ
- 人志松本の○○な話（フジテレビ） - 2011年3月18日23:00～23:30、「人志松本の決めてほしい話」キバのみ
- PALPALワイド本気?ラジ!f（南海放送ラジオ） - 2011年6月21日
- 千鳥のぼっけぇTV!（GAORA） - 2011年9月18日、「愛媛を満喫するんじゃツアー！」[4]
- スーパーJチャンネルえひめ（愛媛朝日テレビ） - 2011年10月10日 - 2012年3月23日、毎週月曜17:45頃『MDミッション』
- ほうやったん!学べる介護（愛媛朝日テレビ）  - 2011年10月29日 - 2012年3月10日（月1回、全6回）
- とんねるずのみなさんのおかげでした（フジテレビ） - 2011年12月29日、「博士と助手〜細かすぎて伝わらないモノマネ選手権〜」キバのみ[5]
- オールザッツ漫才（毎日放送） - 2011年12月29日、ネタバトル組として出演
- 土曜はどうよ！？（南海放送） - 2012年4月7日 - 2013年9月28日、毎週土曜8:45〜9:10頃『モストデンジャラストリオのワリぃ話どうよ！？』
- うまンchu（関西テレビ） - 2012年9月8日 - 11月3日、馬券生活シーズン3・馬券王キバ様編[6]
- くせになるややこしさ ブラックマヨネーズのハテナの缶詰（読売テレビ） - 2012年10月19日、『よしもと住みます芸人 中間発表会』

モストデンジャラス時代　2012年12月 -
- ケンイチ（BS日テレ） - 2013年06月28日・7月5日・10月11日・10月18日・2014年12月04日・12月11日・2015年01月01日・01月08日
- 千鳥のこれは心配じゃ!おもしろツライ話買い取ります パート2（読売テレビ） - 2013年8月29日25:30～26:30
- うぃず （南海放送ラジオ）- 2013年10月2日 - 2015年3月24日、火曜日担当
- くせになるややこしさ ブラックマヨネーズのハテナの缶詰（読売テレビ） - 2013年11月1日、『ラブ涙ワゴンのコーナー』キバのみ
- モストのお天気歳時記（南海放送テレビ） - 2014年4月1日 - 9月30日、月～金曜18:56放送（再放送は翌日（金曜夕方の再放送は月曜の朝）のZIP!内5:56放送）
- 江刺伯洋のおかげサンデー（南海放送ラジオ） - 2014年4月6日 - 2015年3月29日、日曜11:00～『しこイチ』電話出演
- うまンchu（関西テレビ） - 2014年9月14日 - 11月16日、THE馬券生活リベンジ・モストデンジャラス編[7]
- 千鳥のおもしろツライ話買い取ります パート3（読売テレビ） - 2015年3月1日15:00～16:30
- 伯洋･はつみのサンデーライブ！（南海放送ラジオ） - 2015年5月17日・7月5日、江刺伯洋アナウンサーの代役として
- Matsuyama Night Nation（南海放送ラジオ） - 2015年6月4日 - 9月24日、木曜22:30～23:00
- 恋と俳句とデメキンと（NHK総合テレビ[8]） - 2015年8月23日・8月30日・9月6日24:05～24:10
- 大好き！まつやま　～しあわせかわら版～(南海放送テレビ) - 2015年9月26日20:54～21:00[9]
- 千鳥のおもしろツライ話 買い取ります～第4弾～（読売テレビ） - 2015年12月26日14:00～15:25
- 今ちゃんの「実は…」（朝日放送） - 2016年3月16日　くすぶり芸人「最強の刺客」として出演
- MOTTO!! （南海放送ラジオ）- 2015年9月29日 - 2016年3月22日、火曜日担当
- ザ・INAZOライブ！ （南海放送ラジオ）- 2015年4月3日 - 2016年3月25日、金曜日担当
- うまンchu（関西テレビ） - 2016年4月23日、モストデンジャラス・キバ 引退の花道 惜別の馬券勝負（Mr.Xは過去の振り返りVTRで登場）